# Dogmatismo conquistado
Dogmatismo conquistado é a tendência de especialistas se fecharem para novas idéias em razão da autopercepção que possuem sobre a sua especialidade.  Este efeito foi inicialmente descrito pelo psicólogo social Victor Ottati e sua equipe em 2015 após uma série de experimentos. Embora nossa cultura valorize uma atitude de mente aberta, este tipo de comportamento vária entre indivíduos e situações. A razão para especialistas se comportarem dessa forma é explicada pela hipótese do dogmatismo conquistado, que defende que especialistas são autorizados por normas sociais a adotarem uma postura relativamente mais dogmática e de mente fechada do que a população em geral.

## Resultados e repercussão
Os experimentos realizados pela equipe de Ottati indicaram que esta postura é socialmente considerada de forma substancial como mais apropriada a especialistas do que a iniciantes ou leigos. Além disso, quando o indivíduo se vê como especialista, ele próprio tende a prever que adotará uma postura de mente mais fechada. Ambas as conclusões foram apoiadas por estudos subsequentes. No entanto, em relação aos experimentos que testavam o efeito em situações reais (se os especialistas apresentavam de fato maior tendência a exibirem uma atitude de mente fechada do que em comparação aos não especialistas) os resultados da equipe de Ottati conflitaram com os resultados de um estudo posterior realizado por outra equipe.
A segunda equipe, liderada pelo psicólogo Robert Calin-Jageman concluiu que o efeito de dogmatismo conquistado é observado apenas nas situações onde os indivíduos preveem o seu próprio comportamento e o comportamento de terceiros em uma situação hipotética. Ottati e sua equipe responderam a divergência realizando novos experimentos que replicaram os resultados originais. E explicando que a divergência entre os resultados encontrados pelas duas equipes se dava em razão das situações utilizadas como cenário para medir o efeito nos dois estudos. Sendo necessário uma manipulação ótima da experiência para identificar com facilidade o efeito, enquanto em manipulações subótimas como as utilizadas por Calin-Jageman e equipe os resultados são dificilmente replicados.